# カルチャーナイト
カルチャーナイトは、北海道札幌市で2003年から開催されている文化施設や公共施設等を夜間開放するイベントである。学校の夏休み第一週の金曜日に開催され、札幌市時計台等の文化財、札幌市円山動物園等の社会教育施設、札幌市役所や北海道警察本部等の官公庁の他、テレビ局や民間企業にも夜間開放の動きが広がっている。

## 概要
具体的なイベント内容は、展示時間の延長（北海道立近代美術館等）からコンサートの開催（札幌市時計台等）、白バイ乗車等の体験（北海道警察本部）、自社製品のお披露目（HBAシステム）、普段は立ち入ることができないガスタービン発電所の見学（JRタワー・2004年）まで様々である。
「夏休み」という言葉からもわかるように、このイベントは主に子どもや親子向けのものであるが、その規模は年々拡大している。もともとデンマークのコペンハーゲンが発祥である。

## 主催者など
主催者は、カルチャーナイト実行委員会。共催は、財団法人 北海道文化財団。運営は、特定非営利活動法人 カルチャーナイト北海道。また協賛者には北海道内有名企業等各社が名を連ね、北海道や札幌市のほか、教育委員会、地元経済団体、福祉団体、マスメディア各社が後援する。

## 他地域への広がり
近年、同様の趣旨の催しとして、以下のように北海道内他地域への広がりを見せている。
- しべつカルチャーナイト
- 西興部カルチャーナイト
- ゆうばりカルチャーナイト
- 天塩カルチャーサンデー
- はこだてカルチャーナイト
- カルチャーウィークしもかわ

海外における類似した催しとしては、毎年4月下旬にロシア全土の各都市で開催される「ビブリオノーチ」が挙げられる。